# スタテンアイランド

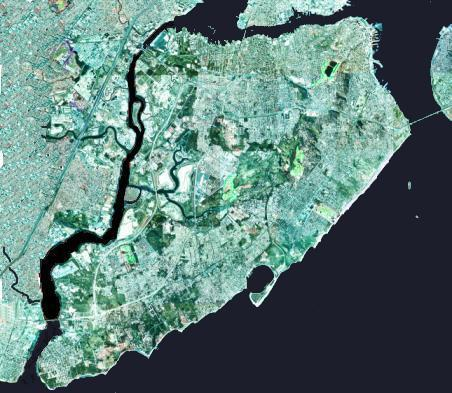
スタテンアイランドの衛星写真

スタテンアイランド (Staten Island, 英語発音: [ˈstætən ˈailənd]) またはスタテン島（スタテンとう）は、アメリカ合衆国ニューヨーク州ニューヨーク市に属する島で、ニューヨーク湾内にある。周辺の小さな無人島を含め、ニューヨーク市に５つある行政区のうちの１つ（スタテンアイランド区 、スタテン島区、Borough of Staten Island）となっている。

## 概要
スタテンアイランド区はニューヨーク市の行政区の一つだが、他の4つの行政区と同様、それ自体でニューヨーク州の一つの郡をなしており (リッチモンド郡、Richmond County)、区域は郡域と同じである。1975年までは行政区としての名称も「リッチモンド区」であった。
ニューヨーク開拓当時の面影をわずかながらも残す地域であり、住宅地ののどかな風景が広がる。
北端にはスタテンアイランド・ヤンキース（ニューヨーク・ヤンキース傘下のマイナーリーグチーム、2020年シーズン後に解散）の本拠地だったリッチモンド・カウンティ・バンク・ボールパークがある。内陸部にはニューヨーク市立大学スタテンアイランド校や、スタテンアイランド病院、リッチモンド・タウン歴史地区、爬虫類で知られるスタテンアイランド動物園などがあり、同区の文化の中心となっている。
中西部のフレッシュ・キルズには、ニューヨーク市のごみ処理場があった。アメリカ同時多発テロ事件で崩壊したワールドトレードセンターの残骸の分別もここで行われた。フレッシュ・キルズ埋立地はかつて世界最大の埋立地であり、体積にして万里の長城を超える世界最大の人工建造物であった。フレッシュキルズ・パークの建設が2008年10月に始まり、少なくとも30年間は段階的に継続する予定である。2035年から37年までに全体の完成をみるが、マンハッタンにあるセントラルパークの約3倍の規模で、ニューヨークで2番目に大きい公園となる。
2018年8月の開業を目標に、世界最大の観覧車となる予定であるニューヨーク・ホイールがスタテンアイランド・フェリーのセント・ジョージ・ターミナルの近くに建設する計画があったが、2018年10月23日に建設中止が発表された。

## 地理
スタテンアイランドはニューヨーク市の南西部、アッパー・ニューヨーク湾の入口に位置し、他の市域とは東のニューヨーク湾で隔てられている。
北はキル・ヴァン・カル、西はアーサー・キル（海峡）が隣のニュージャージー州との境となっている。
アメリカ合衆国統計局によると、リッチモンド郡（スタテンアイランド区）は総面積265.5 km2 (102.5 mi2) で、うち151.5 km2 (58.5 mi2) が陸地、114.0 km2 (44.0 mi2) が水域である。総面積の42.95%が水域となっている。

## 歴史
北アメリカの他の大部分の土地と同じように、この島への人類の居住は氷床の後退とともにすぐさま始まった。約14,000年前のクローヴィス文化の遺物がこの島で発見されている。
大型哺乳類が島内から絶滅したことにより、一度はこの島から人類がいなくなったと考えられている。アメリカン・インディアンが定住して農耕を始めたのは約5,000年前に遡ると見られているが、より古い年代の人類が居住した遺物はこの島の複数の箇所で発見されている。
ヨーロッパ人がこの地に到来したとき、この島の住民はウナミ区域レナペ族であるラリタン集団であった。スタテンアイランドはアルゴンキン語族であるレナペの言葉で"悪い木の遠い地"を意味するAquehonga Manacknongまたは"悪い木"を意味するEghquhousと呼ばれていた。この地域はen:Lenapehokingとして知られるレナペの本土の一部であった。
最初にこの地に到達したヨーロッパ人は、フランス王フランソワ1世に雇われたイタリア人探検家のジョバンニ・ダ・ヴェラッツァーノである。彼は1520年にフランスのen:La Dauphine号でザ・ナローズに到達し、一晩停泊した。
1609年、オランダ王国から派遣されたイギリス人探検家のヘンリー・ハドソンはHalf Moon号でアッパー・ニューヨーク湾に到達した。オランダ人はこの島を、オランダの議会Staten-Generaalの栄誉を称えStaaten Eylandt（英："States Island"）と命名した（背景に関してはen:Generality Landsも参照のこと）。
このエリアでの最初のオランダ人の定住はニューネーデルラント植民地として1624年にガバナーズ島で始まった。それ以前にも、ガバナーズ島では貿易のためのキャンプが10年以上行われていた。1626年、この彼らの植民地はマンハッタン島へと移った。マンハッタン島はニューネーデルラントの首都ニューアムステルダムとなった。
オランダ人によるStaaten Eylandt（スタテンアイランド）への定住は何十年も始まらなかった。1639年から1655年、en:Cornelis MelynとDavid de Vriesはこの島への定住を三度試みたが、原住民との対立のために定住地は破壊され全て失敗に終わった。1661年、最初のオランダ人による定住はOulde Dorp（オランダ語で古い村, "Old Village"）で始まった。これはザ・ナローズのすぐ南、サウス・ビーチのすぐ近くであった。Oude Dorpの名残は、Old Townという地区名として残っている。New Dorp地区はOude Dorpの拡張された地区である。
第二次英蘭戦争の終了時の1667年、オランダはブレダの和約によってニューネーデルラントをイングランドへ譲渡した。こうして、ニューヨーク植民地の一部として、Staaten Eylandtは英語化され"Staten Island"となった。
1683年に、ニューヨーク植民地は10の郡に分割され、スタテンアイランドと近隣の幾つかの小島はリッチモンド郡となった。この名前は、当時のイングランド王であったチャールズ2世の息子、初代リッチモンド公チャールズ・レノックスの爵位名から取られている。
アメリカ独立戦争において、スタテンアイランドはいくつかの役割を担うことになる。1776年、ニューヨーク・ニュージャージー方面作戦の端緒としてイギリス軍はスタテン島に兵力を集めた。また同年、スタテン島和平協議がこの島で開催された。1777年には、スタテン島の戦いの舞台にもなった。
1898年、スタテンアイランドはニューヨーク市の一部として併合された。当初の行政区名は郡名と合わせてリッチモンド区であったが、1975年にスタテンアイランド区と改称された。
1993年、住民投票でスタテンアイランドのニューヨーク市からの分離が可決されたが、結局現在まで分離はなされていない（シティ・オブ・グレーター・ニューヨーク#スタテンアイランド分離参照）。

## 人口統計
2000年の国勢調査によると、スタテンアイランド区（リッチモンド郡）には人口443,728人、156,341世帯、114,128家族が暮らしている。人口密度は2,929.6/km2 (7,587.9/mi2) である。163,993軒の住宅があり、面積あたりの平均戸数は1,082.7/km2 (2,804.3/mi2) である。人種的な構成は白人77.60%、アフリカ系9.67%、ネイティブ・アメリカン0.25%、アジア系5.65%、オセアニア系 0.04%、その他の人種4.14%、および混血2.65%である。人口の12.07%がヒスパニックまたはラテン系である。
2000年、スタテンアイランドでのおもなヨーロッパ系の比率は以下のとおりである。
- イタリア系： 44.55% （アメリカ合衆国の郡では最大の比率）
- アイルランド系： 14.54%
- ドイツ系： 7.61%
- イギリス系： 3.37%

## 交通
メトロポリタン・トランスポーテーション・オーソリティ(MTA)傘下のスタテンアイランド鉄道が東岸に沿って島の南北を結んでいるが、島外と連絡する鉄道はなく、スタテンアイランド・フェリー（無料）がマンハッタンのホワイトホール・ターミナルとスタテンアイランドのセント・ジョージ・ターミナルの間で運行されている。
島の内外の連絡路としては、東のブルックリン区との間にはザ・ナローズ（ヴェラザノ＝ナローズ橋）、隣のニュージャージー州との間には北からベイヨン橋、ゴーサルズ橋、アウターブリッジ・クロッシングの3橋がある。